# ルルエンタープライズ
ルルエンタープライズ(Lulu Enterprises, Inc.) はアメリカ合衆国の自費出版会社である。
CEOは Red Hat の共同創立者のボブ・ヤングで、「ルル」は並外れた人物、物、アイデアをさす古語・概念に由来する。ユーザーは書籍や写真、音楽、自作ソフトウェアなどをオンラインストアの「Lulu.com」に出品し、オンデマンド印刷で出版する事ができ、他のユーザーの作品を購入することも出来る。なお報道では、会社名より「Lulu」というブランド名で呼ばれることが多いようである。

## LuLu.com
Luluはウェブサイトでクリエーターに自分の本や音楽、オーディオ・ファイル、ビデオやデジタル・イメージを出版するツールを提供している。他のウェブベースのオンデマンド印刷会社と比べてLuluが独特なのは、著者にセットアップ料金を求めない事である。技術サポートを電子掲示板やライブチャットに限定することで、基本的なサービスの大半を無料にしている。
出版の操作はLuluのウェブサイトで行い、オンデマンド印刷は世界中のサードパーティ企業が行う。著者は出版に関する情報を入力し、対応フォーマットで素材をアップロードし、製本やその他のオプションを選んで、一部単位の希望利益を設定する。LuluはドキュメントをPDFに変換し、収益と印刷コストを乗せて、小売価格を算定する。収益の取り分は著者が80%、Luluが20%である。ただしLuluには印刷や販売の独占権はないので、著者には完全な著作権とコンテンツの創造的な制御権が残る。著者は直接販売する為に、自分の書籍を割引価格で注文できるが、自分で大規模な卸売りを行うほどは安くない。オプションサービスとして、ISBNの割り当てや他の書店への卸売り、電子出版を利用することも出来る。Luluは原則として著者の書籍を市場で宣伝・販売しないが、追加サービスによっては展示会などに出品する場合もあるらしい。日本にはLuluと契約しているオンデマンド印刷のサードパーティ企業がないので、製本する場合はアメリカからの発送となる。amazon.comで購入できる商品もあり、日本語で書かれて出版されている商品も少しある。2000年代後半からプロの作家の出品も始まり、John Edgar Wideman、Cory Doctorow、Warren Ellis、David Thorne、 Kevin Powellなどが出品していると言う。
ルル・ブルッカー賞Luluが後援する文学賞で、ブログやウェブサイトを元に印刷・製本された英語の書籍（ブルック）に与えられる。フィクション部門、ノンフィクション部門、コミックス部門があったが、2007年で終了したようである。

## 沿革
- 2002年 - LuLu.comを開設[7]
- 2004年 - HEROES CONVENTIONに出店して[8]、トラフィックが３倍に成長[7]。オンデマンド印刷による製本が可能に
- 2005年 - 編集や組版などの出版サービス（プロフェッショナル・サービス）を開始し[7]、Amazon マーケットプレイスやハードカバー製本に対応、出版点数が１万点を超えた[8]。ノースカロライナ州モーリスビルに本社を移転し[8]、イギリス市場に進出[7]
- 2006年 - オランダ語、英語、フランス語、ドイツ語、スペイン語、イタリア語の６ヶ国語に対応[7]
- 2007年 - フォトブックとカレンダー、ISBNに対応[7]。商標権の侵害でHuluを訴えた（翌年に和解）[10][11]
- 2009年 - 電子書籍が20万冊以上になり、プロの作家も参加[7][8]。ノースカロライナ州ローリーに本社を移転[8]
- 2010年 - Open Publishing APIを開発し、AppleのiBookstoreに対応[7]。フランスで製本が可能に[8]。トロント証券取引所に5500万カナダドルで株式公開したが、投資家の反応が悪く中止[3]
- 2011年 - 無料のEPUBコンバーターを開発し[7]、KindleやNookに対応[12]。カナダで製本が可能に[8]
- 2012年 - ウェブサイトをリニューアルし、Google Driveに対応[7]

## グループ企業
ルル・プレス（英：Lulu Press, Inc）ルルエンタープライズの子会社で、宣伝や展示会への出品などを行っているようである。
ルル Ltd（英：Lulu Ltd）カナダでの登録名のようである。カナダのオンタリオ州ハミルトンに所在する。